# Laura Smet
Laura Huguette Smet (Neuilly-sur-Seine, 15 de noviembre de 1983) es una actriz francesa de cine y televisión.

## Carrera
En 2002 comenzó su carrera como actriz cuando Xavier Giannoli, por recomendación de Olivier Assayas, la eligió para el papel de Charlotte, una joven paciente con cáncer en Les corps impatients, por la que recibió una nominación al Premio César a la actriz más prometedora. En 2003 protagonizó la adaptación cinematográfica de Claude Chabrol de la novela de Ruth Rendell, The Bridesmaid.
En 2004, Smet ganó el premio Romy Schneider. En 2006 actuó en Le Passager de l'été, una película escrita y dirigida por Florence Moncorgé-Gabin, la hija de Jean Gabin. En 2007 interpretó a Caroline en L'Heure zéro, la adaptación cinematográfica de Pascal Thomas de una novela de Agatha Christie.
Laura es hija del músico de rock Johnny Hallyday y de la actriz Nathalie Baye. En 1986, Johnny Hallyday grabó la canción "Laura" en su honor, escrita por Jean-Jacques Goldman.

## Filmografía
- 2002 : Les Corps impatients, dirigido por Xavier Giannoli
- 2003 : La Femme de Gilles, dirigido por Frédéric Fonteyne
- 2004 : La Demoiselle d'honneur, dirigido por Claude Chabrol
- 2006 : Le Passager de l'été, dirigido por Florence Moncorgé-Gabin
- 2007 : UV, dirigido por Gilles Paquet-Brenner
- 2007 : L'Heure zéro, dirigido por Pascal Thomas
- 2008 : La Frontière de l'aube, dirigido por Philippe Garrel
- 2010 : Pauline et François, dirigido por Renaud Fély
- 2010 : Insoupçonnable, dirigido por Gabriel Le Bomin
- 2014 : Yves Saint Laurent
- 2014 : Eden
- 2014 : 96 hours
- 2014 : Tiens-toi droite
- 2015 : Call My Agent (1 episodio)
- 2017 : Las guardianas